# وین جونز (بازیکن فوتبال)
وین جونز (انگلیسی: Wayne Jones؛ زادهٔ ۲۰ اکتبر ۱۹۴۸) مربی فوتبال اهل بریتانیا است.
از باشگاه‌هایی که در آن بازی کرده‌است می‌توان به باشگاه فوتبال بریستول راورز اشاره کرد.
وی همچنین در تیم ملی زیر 23 ولز تیم ملی فوتبال ولز بازی کرده است.